# Leucozonia leucozonalis
Leucozonia leucozonalis là một loài ốc biển, là động vật thân mềm chân bụng sống ở biển trong họ Fasciolariidae.

## Phân bố
Cuba, Hispaniola, và Grand đảo Cayman (Abbott, 1958)